# 椎葉ユウ
椎葉 ユウ（しいば ゆう、1962年1月7日 - ）は、日本のフリーアナウンサー、ラジオパーソナリティ、タレント。本名は椎葉 裕（読み同じ）。主に福岡県を拠点に活動を行っている。

## 経歴
福岡県春日市生まれ、北九州市育ち。久留米大学附設高等学校を経て、東京大学理科一類に入学するも3年から文転、東京大学文学部言語学科卒業後、取得した教員免許を活用して福岡県の教員採用試験に合格。県立筑紫丘高等学校や県立田川高等学校で9年間国語科の高校教師として勤めていた。
その後、FM FUKUOKAに中途採用され教員を退職。FM FUKUOKA入社後は、ディレクターおよび番組パーソナリティーなどとして活動していた。
FM FUKUOKAを退社後、米岡誠一の事務所・パインズの役員兼タレントとなり、現在は独立して個人で活動中。
以上のような経緯から、福岡の放送関係者からは「日本一学歴を無駄にした男」と呼ばれている。2013年には米岡と共にプロ野球・福岡ソフトバンクホークスの主催試合においてスタジアムDJを務めた。

## レギュラー出演

### 現在
- バリはやッ!ZIP!（福岡放送、コメンテーター）
  - 金曜日（2017年10月6日 - 2021年3月26日）
  - 月曜日（2021年3月29日 - ）
  - 水曜日（2022年7月6日・13日・20日）
- KITAKYU JAZZ STREET+ （CROSS FM、日曜 17:00 - 18:00、2020年8月 - ）

### コラム
- 椎葉ユウのロック・オン（西日本スポーツ、毎週土曜日連載） - 2009年3月28日連載終了

### 過去
- Hyper Night Program GOW!!（fm fukuoka、水曜16:00 - 20:00、2009年10月7日 - 2014年3月26日）
- ピィース!（テレビ西日本、2006年3月まで）
- 椎葉ユウモーニングルーヴィー（fm fukuoka、2006年3月まで）
- 米岡、椎葉ビジュアルランチ（fm fukuoka、2006年3月まで）
- 土曜NEWSファイル CUBE（テレビ西日本、2011年まで）
- めんたいワイド コメンテーター（福岡放送）
- 福岡市広報番組 ふくおかわかるTV（福岡放送、土曜16:55 - 17:00）
- うわさの「」（かぎかっこ）（fm fukuoka、水曜25:00 - 25:30、2010年8月 - 2015年3月）
- 福岡×（ふくおか・かける）（fm fukuoka、土曜25:30 - 26:00、2015年4月 - 2017年9月）
- Morning Wave（KBCラジオ、金曜7:00 - 9:00、2014年3月31日 - 2016年3月）
- URBAN DUSK（CROSS FM、金曜18:00 - 20:00、2017年10月 - 2018年9月）
- TAKE IT EASY（CROSS FM、土曜12:00 - 15:00、2017年10月 - 2018年9月）
- BOUNCE BEAT（CROSS FM、月曜-木曜 12:00 - 15:00、2018年10月 - 2021年3月）
- 椎葉ゼミナール（CROSS FM、木曜 20:00 - 21:00、2021年4月 - 2022年12月）
- MTデザイン presents MT ROCK（LOVE FM、日曜 14:30 - 15:00、2023年4月 - 2023年9月）

## エピソード
- 米岡は椎葉が東大卒だということで、勉学のコツを訊いたが、椎葉は「徹夜で勉強をしたことがない」と答えた。
- 米岡から、「ユウバシイ」「シンイチ」と呼ばれることがある。
- 教師時代の教え子に、『めんたいワイド』『ナイトシャッフル』（いずれも福岡放送）などで活動するおおぎけいこがいる。
- 高校教師時代に放送部の顧問を受け持ったことがある。
- ビートルズを始め、大の音楽ファンであり、レコードをかなり多く持っている。
- アビスパ福岡のサポーターでもあり、アビスパの後援会VOYAJI支部の支部長を務めている。
- 音楽に造詣が深く、しばしば熱く語ることがある。そのため、CROSS FM移籍後は立山律子の番組のリスナーから「音楽うんちくおじさん」という渾名をつけられており、本人も承知している。
- 2017年10月にTOGGYと入れ替わる形でFM FUKUOKAでの出演を終え、CROSS FMに出演を開始。逆にTOGGYもCROSS FMでの番組担当から外れた。